# کلومباین ۲
کلومباین ۲ (به انگلیسی: Columbine II) یک هواگرد ساختِ کارخانهٔ لاکهید کورپوریشن در کشور ایالات متحده آمریکا است.